# Переброди (пункт контролю)
51°44′56.7″ пн. ш. 26°58′2.1″ сх. д. / 51.749083° пн. ш. 26.967250° сх. д.
Перебро́ди — пункт пропуску через державний кордон України на кордоні з Білоруссю.
Розташований у Рівненській області, Дубровицький район, поблизу однойменного села. З білоруського боку знаходиться пункт пропуску «Ольмани» на дорозі місцевого значення в напрямку Столина.
Вид пункту пропуску — автомобільний, пішохідний. Статус пункту пропуску — місцевий (час роботи з 8:00—20:00 у передвихідні, вихідні, передсвяткові та святкові дні).
Характер перевезень — пасажирський.
Пункт пропуску «Переброди» може здійснювати лише радіологічний, митний та прикордонний контроль.